# GNU Privacy Guard
GNU Privacy Guard (GnuPG sau GPG) este un înlocuitor liber pentru suita criptografică PGP, publicat sub licența GPL v3. Face parte din proiectul software GNU all Free Software Foundation, și a primit finanțări importante de la guvernul german. GnuPG respectă în întregime RFC 4880, standardul IETF pentru OpenPGP. Versiunile curente ale PGP (și Filecrypt al Veridis) sunt interoperabile cu GnuPG și alte sistem ce respectă OpenPGP.

## Folosire
GnuPG este un software stabil și matur. Este adesea inclus în sisteme de operare libere, precum FreeBSD, OpenBSD și NetBSD și aproape toate distribuțiile Linux.
GnuPG poate fi compilat de multe sisteme de operare. 
Deși programul de bază GnuPG are interfață în linie de comandă, există multe programe care oferă interfață grafică. De exemplu, suport pentru criptare GnuPG este integrat în KMail și Evolution.
În 2005, G10 Code și Intevation au publicat Gpg4win, o suită software care include GnuPG pentru Windows, WinPT, Gnu Privacy Assistant și plug-in-uri pentru Windows Explorer și Outlook. Aceste unelte sunt împachetate într-un installer Windows standard, făcând foarte simplă instalarea pe sisteme Windows.

## Proces
GnuPG criptează mesajele folosind perechi de chei asimetrice generate individual de utilizatori GnuPG.
Utilizatorii pot face schimb de chei în diverse moduri, de exemplu folosind servere de chei de pe Internet. O persoană va face cunoscută cheia sa publică altor persoane. Cunoscând cheia publică unei persoane, utilizatorii pot trimite mesaje pe care doar destinatarul le poate deschide. De asemenea, folosind semnătura primită cu un e-mail, utilizatorii verifica identitatea utilizatorului și dacă mesajul este cel original.
Schimbul de chei trebuie făcut cu atenție, pentru ca cheile publice să ajungă nemodificate de la un utilizator la altul. Dacă un utilizator reușește să modifice cheia publică a altui utilizator, atunci el va putea semna și decripta mesajele în locul adevăratei persoane.

### Software
- GNU Privacy Guard website
- Mac GPG Project
- GnuPG for Windows homepage
- GnuPG for Pocket PC Arhivat în 13 noiembrie 2007, la Wayback Machine.
- FSF page on GPGME — software library designed to integrate GnuPG with other applications
- Freshmeat project page
- KGpg — KDE front-end
- Firegpg, a gpg front-end for firefox.
- Firefox Extension to sign HTTP requests Arhivat în 22 decembrie 2007, la Wayback Machine.
- Apache Auth module to verify signed HTTP requests
- gnupg-pkcs11 - PKCS#11 Smartcard support to GnuPG

### Tutoriale
- GnuPG Keysigning Party HOWTO
- A thorough graphical tutorial on GPG with Apple's Mac OS X Mail.app Arhivat în 16 octombrie 2007, la Wayback Machine.
- GPG and Mutt Arhivat în 3 mai 2006, la Wayback Machine.
- Short two page tutorial on en/decrypting files using public keys
- GNUPG quick command line tutorial Arhivat în 25 decembrie 2007, la Wayback Machine.